# 殷城县
殷城县，中国古县名。
隋开皇四年（584年）改侨苞信县置，治所在今河南省商城县西。属光州。唐朝武德元年（618年），属义州。贞观元年（627年），义州废，仍属光州（弋阳郡）。北宋建隆元年（960年）为避太祖父赵弘殷讳，改名商城县。 